# Lemvig Provsti
Lemvig Provsti er et provsti i Viborg Stift.  Provstiet ligger i Lemvig Kommune.
Lemvig Provsti består af 22 sogne med 25 kirker, fordelt på 7 pastorater.

## Pastorater
| Pastorater i Lemvig Provsti          | Pastorater i Lemvig Provsti                                      | Pastorater i Lemvig Provsti |
| ------------------------------------ | ---------------------------------------------------------------- | --------------------------- |
| Bøvling-Flynder-Møborg-Nees Pastorat | Dybe-Ramme-Fjaltring-Trans-Vandborg-Ferring-Lomborg-Rom pastorat | Harboøre-Engbjerg Pastorat  |
| Hove-Hygum-Tørring Pastorat          | Lemvig-Heldum Pastorat                                           | Lemvig Østre Pastorat       |
| Thyborøn Pastorat                    |                                                                  |                             |

## Sogne
| Sogne i Lemvig Provsti | Sogne i Lemvig Provsti | Sogne i Lemvig Provsti |
| ---------------------- | ---------------------- | ---------------------- |
| Bøvling Sogn           | Dybe Sogn              | Engbjerg Sogn          |
| Fabjerg Sogn           | Ferring Sogn           | Fjaltring Sogn         |
| Flynder Sogn           | Gudum Sogn             | Harboøre Sogn          |
| Hove Sogn              | Hygum Sogn             | Lemvig Sogn            |
| Lomborg-Rom Sogn       | Møborg Sogn            | Nees Sogn              |
| Nørlem Sogn            | Nørre Nissum Sogn      | Ramme Sogn             |
| Thyborøn Sogn          | Trans Sogn             | Tørring Sogn           |
| Vandborg Sogn          |                        |                        |